# إصابة محورية منتشرة
الإصابة المحورية المنتشرة هي إصابة دماغية تحدث فيها آفات صغيرة متفرقة على مساحة واسعة من المادة البيضاء (المحاور العصبية) وأحيانا في المادة الرمادية. وتُعتبر الإصابة المحورية المنتشرة أحد أكثر أنواع إصابات الدماغ الرضية شيوعًا وتدميرا،  حيث أنها تحدث في حوالي نصف حالات إصابات الرأس الشديدة، كما تُعتبر السبب الرئيسي لفقدان الوعي والدخول في الحالة الإنباتية المستديمة بعد صدمات الرأس، كونها السبب في أن أكثر من 90٪ من المرضى لا يستعيدون وعيهم أبدًا، وأن أولئك الذين يسترجعون وعيهم يعانون من ضعف كبير.
تتراوح شدة الإصابة المحورية المنتشرة عبر طيف شدة إصابات الدماغ الرضية من بسيطة إلى شديدة، وقد يكون الارتجاج أبسط أنواع الإصابة المحورية المنتشرة. 

## الآلية
تحدث الإصابة المحورية المنتشرة نتيجة قوى قص الصدمة التي تتولد عندما يتسارع الرأس أو يتباطئي بشكل مفاجئ، كما هو الحال في حوادث السيارات والسقوط من المرتفعات.  وتُعتبر حوادث السيارات السبب الأكثر شيوعًا للإصابة المحورية المنتشرة؛ كما يمكن أن تحدث أيضًا نتيجة الإساءة للأطفال كما هو الحال في متلازمة الرضيع المهزوز. 
يمكن ملاحظة علامات الانفصال الفوري للمحاور في إصابات الدماغ الشديدة، ولكن الضرر الكبير للإصابة المحورية المنتشرة يتمثل في تأخر قطع الاتصال المحوري الثانوي الذي يحدث ببطء على مدار فترة زمنية طويلة. وجدير بالذكر أن المحاور العصبية تسمى بالمادة البيضاء، كونها تظهر باللون الأبيض بسبب الميالين، إلا أن الإصابات المحورية المنتشرة توجد في في كل من المادة البيضاء والرمادية بناء على فحص أدمغة المصابين بعد الوفاة بالتصوير المقطعي المحوسب والتصوير بالرنين المغناطيسي. 
تتضمن أيضا الإصابة المحورية المنتشرة تغييرات فسيولوجية ثانوية مثل النقل المحوري المتقطع، والتورمات التدريجية والتنكس.  وقد ربطت الدراسات الحديثة هذه التغييرات بالتواء واختلال محاذاة الأنابيب المحورية الدقيقة، وترسب بروتين تاو وبروتين سلف النشواني. 

## السمات
توجد آفات الإصابة المحورية المنتشرة بشكل نموذجي في المادة البيضاء؛ وتتراوح هذه الآفات في الحجم من 1 إلى 15 مم، وتتوزع بطريقة مميزة. وغالبا ما تؤثر الإصابة المحورية المنتشرة على مناطق معينة مثل جذع الدماغ والجسم الثفني ونصفي الكرة المخية.
يُعتبر الفص الأمامي والصدغي أكثر الفصوص الدماغية عرضة للإصابة، وتشمل مناطق الإصابة الشائعة الأخرى القشرة المخية، السويقة المخية العلوية، العقد القاعدية، المهاد، ونواة نصف الكرة المخية العميقة. وتُعتبر هذه المناطق أكثر عرضة للضرر بسبب اختلاف الكثافة بينها وبين باقي أجزاء الدماغ.

### الخصائص النسيجية
تتميز الإصابة المحورية المنتشرة بانفصال المحاور، حيث يتمزق المحور العصبي عند موقع التمدد ويتحلل الجزء البعيد من التمزق، وقد كان من المعتقد أن السبب الرئيسي لانفصال المحاور هو التمزق بسبب القوى الميكانيكية أثناء الصدمة، لكن أصبح من المفهوم الآن أن المحاور لا تتمزق عادةً عند الاصطدام وإنما تتمزق بسبب التسلسل الكيميائي الحيوي الذي يحدث كاستجابة للإصابة الأولية بعد ساعات إلى أيام (ويُعرف التسلسل الكيميائي بالإصابة الثانوية تمييزا له عن الإصابة الأولية لحظة الاضطدام)، ويُعتقد أنه المسؤول إلى حد كبير عن الأضرار التي تلحقت بالمحاور العصبية.   
على الرغم من أن العمليات المتضمنة في إصابات الدماغ الثانوية (التسلس الكيميائي) لا تزال غير مفهومة بشكل جيد، لكن من المقبول الآن اعتبار أن تمدد المحاور أثناء الإصابة الأولية (الاصطدام) يسبب اضطرابًا ميكانيكي (مادي) في الهيكل الخلويبجانب التحلل البروتيني، كما أنه يفتح قنوات الصوديوم في غمد المحور العصبي، مما يؤدي إلى فتح قنوات الكالسيوم ذات الجهد الكهربائي ومن ثَم وتدفق الكالسيوم إلى الداخل، الأمر الذي يؤدي إلى تنشيط العديد من المسارات المختلفة، منها تنشيط الفوسفوليباز والإنزيمات المحللة للبروتين وإتلاف الميتوكوندريا والهيكل الخلوي وتفعيل نظام الرسول الثاني مما قد يؤدي إلى فصل المحور العصبي وموت الخلية. 

### اضطراب الهيكل الخلوي

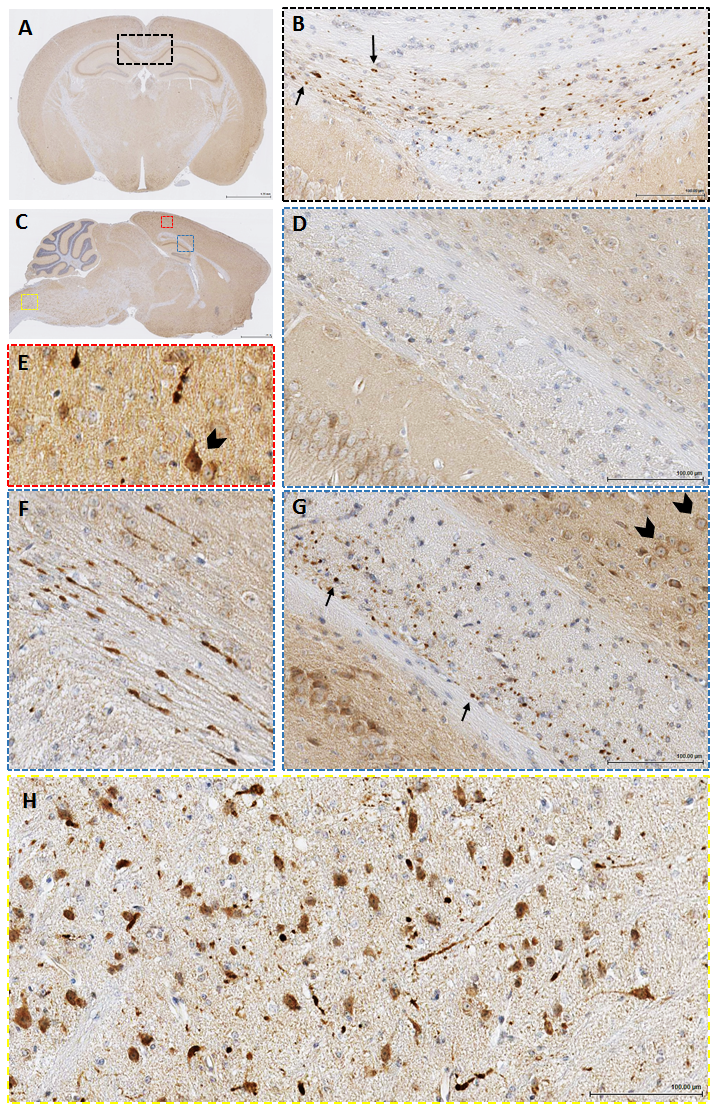
تلاحظ الملامح المحورية المناعية على شكل حبيبات (B ، G ، H) أو تورمات ممتدة ومغزلية (F) في الجسم الثفني وجذع الدماغ (H) بعد 24 ساعة من إصابة الدماغ.

المحاور العصبية عادة ما تكون مرنة، ولكنها عندما تتمدد بسرعة فإنها تصبح هشة ويمكن للهيكل الخلوي المحوري أن يختل، وهذا الاختلال في الهيكل الخلوي يمكن أن يتسبب في تمزق المحور العصبي وموت الخلية العصبية، ويستمر النقل المحواري حتى نقطة الانقطاع (موضع الاختلال) في الهيكل الخلوي، مما يؤدي إلى تراكم مخلفات النقل والتورم، وعندما يصبح حجم التورم كبيرًا بما يكفي فإنه يمكن أن يؤدي إلى تمزيق المحور العصبي في موقع اختلال الهيكل الخلوي، مما يتسبب في تراجعه نحو جسم الخلية وتشكيل بصيلة صغيرة  تسمى كرة التراجع، وهذه البصلة هي السمة المميزة للإصابة المحورية المنتشرة. 
عند حدوث قطع في المحور العصبي يحدث تنكس واليرياني في جزء المحور المحوري البعيد عن موضع القطع في غضون يوم إلى يومين بعد الإصابة،  ويتفكك غمد المحور العصبي، ويبدأ الميالين في التكسر والانفصال عن جسم الخلية في نهاية المحور العصبي، فيما تبدأ الخلايا المجاورة نشاط البلعمة وتبتلع الحطام. 

## التشخيص

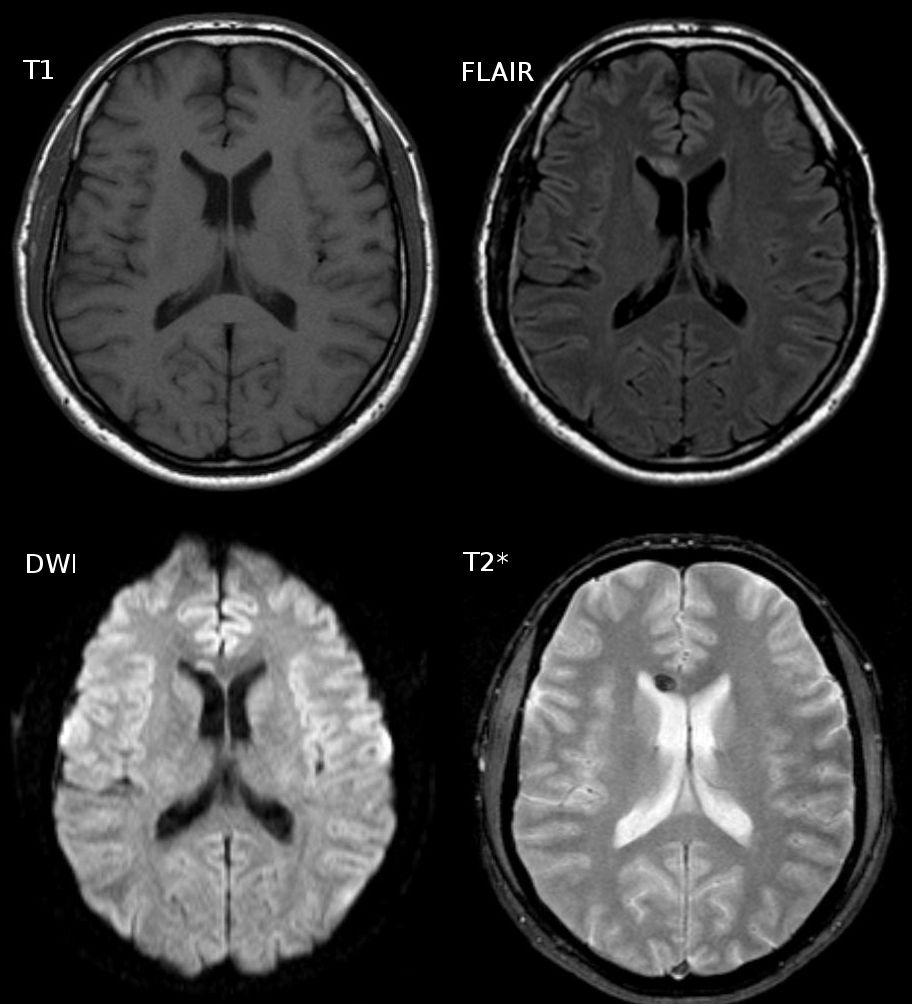
إصابة محورية منتشرة بعد حادث دراجة نارية. صورة بالرنين المغناطيسي بعد 3 أيام، تظهر الصورة بوضوح في بعض التتابعات بينما تظهر بالكاد في تتابعات اخرى

تُسبب الإصابة المحورية المنتشرة آفات صغيرة تظهر تحت المجهر بوضوح، لكن يصعب اكتشافها في التصوير المقطعي أو في تقنيات التصوير العياني الأخرى اعتمادا على بعض خصائصها، ولكن يمكن استنتاج وجود إصابة محورية منتشرة عندما وجود نزيف صغير مرئي في الجسم الثفني أو القشرة الدماغية، ويُعد التصوير بالرنين المغناطيسي أكثر فائدة عند البحث عن خصائص الإصابة المحورية المنتشرة، فالدراسات الحديثة متل صورة الانتشار في الرنين المغناطيسي القدرة على إثبات درجة إصابة المادة البيضاء حتى عند عدم ظهور ذلك في التصوير بالرنين المغناطيسي المعتاد. ونظرًا لأن التلف المحوري في الإصابة المحورية المنتشرة ينتج بسبب التسلسل الكيميائي الحيوي الثانوي، ومن ثَم فقد يتدهور الشخص المصاب رغم أنه كان طبيعيا في البداية، وعليه فإن الإصابة في كثير من الأحيان تكون أكثر شدة مما هو متوقع، ويجب أن يشتبه الأطباء في الإصابة المحورية المنتشرة في المرضى الذين تبدو فحوصاتهم المقطعية المحوسبة طبيعية ولكن لديهم أعراض مثل فقدان الوعي.
يُصنيف الإصابة المحورية المنتشرة إلى درجات بناءً على شدة الإصابة:
- الدرجة الأولى: تلف محوري واسع النطاق ولكن لا توجد علامات بؤرية.
- الدرجة الثانية: تلف محوري واسع النطاق مع وجود علامات بؤرية، خاصة في الجسم الثفني.
- الدرجة الثالثة: تلف محوري واسع النطاق مع علامات بؤرية بالإضافة إلى إصابة جذع الدماغ المنقاري وغالبًا ما يحدث تمزق في الأنسجة.[30]

## العلاج
تفتقر الإصابة المحورية المنتشرة حاليًا إلى علاج محدد بخلاف العلاج المعتاد لكل أنواع إصابات الرأس، والذي يتضمن تثبيت المريض ومحاولة الحد من الزيادات في الضغط داخل الجمجمة، وعلاج المضاعفات الأخرى.

## روابط خارجية
- صور التصوير بالرنين المغناطيسي والتصوير المقطعي المحوسب المنتشر